# 方志学
方志学是专门研究地方志的产生和发展规律的学科。“方志学”这一名词，最先由梁启超于1924年提出。

## 发展简史

### 萌芽期
中国宋代之前关于修志的论述很少，唐代《元和郡县图志》自序中提到书志有“收地保势胜之利”，以“佐明王扼天下”的功能。宋、元、明代有关修志的论述的内容增多，如南宋景定年间的《建康志》序对志书提出较全面的要求。到明代的《句容县志》序、《泉州府志》序、《猗氏县志》序等一反过去的方志属于地理书的传统，提出志书属于史的见解。 

### 形成期
明末清初的顾炎武所撰的《天下郡国利病书》、《肇域志》和顾祖禹所撰的《读史方舆纪要》，开创了综合利用和研究地方志的先河。同时顾炎武在《营平二州史事序》中对编修地方志提出了系统的见解，为以后修志指明了方向。
清朝中叶，修志成风，名家辈出，产生了探讨方志学方面的专论，形成了以戴震为代表的纂辑派（又称地学派），和以章学诚为代表的撰著派（又称史学派）。两派在总结前人的经验和自身经验积累的基础上展开广泛讨论，争论的焦点是地理沿革和地方文献孰重孰轻的问题。
清朝末期，孙诒让总结出修志总例6条：纂辑、测绘、校雠、采访、检查案牍和缮写。

### 发展期
民国以后，对地方誌的研究方面取得了较大的进展，出版了大量关于方志研究方面的专著。
1981年，中国地方史志协会(1985年改名中国地方志协会)成立。
1983年，中国地方志指导小组成立。

## 研究內容
方誌学的研究对象是方誌现象及其运动规律，主要研究内容有：
- 方志的产生和发展
- 方志的性质和分类
- 方志的特征和功能
- 方志的编纂理论
- 方志的整理和利用
- 方志批评和志书评论

## 方誌学与与相邻学科的关系
方志学的研究领域涉及到地理学、历史学、政治学、经济学等多个学科范围。
- 地理学：方志中所记载的大量的自然现象和人文现象；
- 历史学：地方志史和志书中记载大量史料；
- 政治学：历代编修地方志，都是当时政治需要，为政治服务的，历代地方志所记述的内容一般都涉及当地的世家大族、社会集团、政权机构和政治制度等。
- 经济学：古志书中不少内容反映当时当地人民的经济生活和关系，有些还是正史书籍中所没提及的，它是研究古代经济情况的一个重要资料来源。
- 考古学：古志中一般列有古迹志，金石志；近代的志书中也详载本地区的考古发掘的成果，为考古发掘提供了线索和原始资料；考古发掘又可验证方志记载的是否属实。
- 自然科学：地方志中保存了大量自然科学史料，有很多是一般史书中所没有的。

此外，方志学还与教育学、民族学、人类学、社会学、语言学等学科有关。

## 相关链接
中国地方志指导小组办公室
《中国地方志》刊物 （页面存档备份，存于）